# Thyretes trichaetiformis
Thyretes trichaetiformis är en fjärilsart som beskrevs av Hans Zerny 1912. Thyretes trichaetiformis ingår i släktet Thyretes och familjen björnspinnare. Inga underarter finns listade i Catalogue of Life.